# دیمون هریمن
دیمون هریمن (انگلیسی: Damon Herriman؛ زادهٔ ۳۱ مارس ۱۹۷۰) یک هنرپیشه اهل استرالیا است.
از فیلم‌ها یا برنامه‌های تلویزیونی که وی در آن نقش داشته‌است می‌توان به بریکینگ بد، کندی، پسر ماسک، خانه مومی، جی. ادگار، پسر تفنگ، آب‌شناس، موجه، شکارچی ذهن، یگان، مربع، همه قدیسین، آلموست هیومن، رنجر تنها، بتل کریک، اسکورپیون، بالای دریاچه، بلبل، کواری، روزی روزگاری در هالیوود، کمربند قرمز، سرقت بزرگ، در قابل حمل و ۱۰۰ جریب خونی اشاره کرد.